# Olympische Winterspiele 1960/Teilnehmer (Schweden)
| Gelbes Symbol für Goldmedaillen mit stilisierten Olympischen Ringen | Graues Symbol für Silbermedaillen mit stilisierten Olympischen Ringen | Braundes Symbol für Bronzemedaillen mit stilisierten Olympischen Ringen |
| ------------------------------------------------------------------- | --------------------------------------------------------------------- | ----------------------------------------------------------------------- |
| 3                                                                   | 2                                                                     | 2                                                                       |

Schweden nahm an den VIII. Olympischen Winterspielen 1960 im US-amerikanischen Squaw Valley Ski Resort mit einer Delegation von 47 Athleten in sechs Disziplinen teil, davon 41 Männer und 6 Frauen. Mit drei Gold-, zwei Silber- und zwei Bronzemedaillen war Schweden die fünfterfolgreichste Nation bei den Spielen.
Fahnenträger bei der Eröffnungsfeier war der Eishockeyspieler Einar Granath.

## Teilnehmer nach Sportarten

### Biathlon
- Sven Agge
20 km Einzel: 16. Platz (1:48:21,7 h)

- Klas Lestander
20 km Einzel: Gold  (1:33:21,6 h)

- Tage Lundin
20 km Einzel: 12. Platz (1:45:56,3 h)

- Adolf Wiklund
20 km Einzel: 19. Platz (1:54:07,8 h)

### Eishockey
Männer
| - Anders Andersson - Lars Björn - Gert Blomé - Sigurd Bröms - Einar Granath - Sven Tumba - Bengt Lindqvist - Lars-Eric Lundvall - Nils Nilsson | - Bert-Ola Nordlander - Carl-Göran Öberg - Ronald Pettersson - Ulf Sterner - Roland Stoltz - Hans Svedberg - Kjell Svensson - Sune Wretling |

- 5. Platz

### Eisschnelllauf
Männer
- Per-Olof Brogren
500 m: 26. Platz (42,7 s)
1500 m: 5. Platz (2:13,1 min)
5000 m: 14. Platz (8:18,0 min)
10.000 m: 15. Platz (16:49,3 min)

- Olle Dahlberg
500 m: 30. Platz (43,1 s)
1500 m: 18. Platz (2:18,3 min)
5000 m: 13. Platz (8:17,0 min)
10.000 m: 7. Platz (16:34,6 min)

- Gunnar Sjölin
500 m: 33. Platz (43,4 s)
1500 m: 15. Platz (2:16,5 min)

- Hans Wilhelmsson
500 m: 4. Platz (40,5 s)

- Bo Karenus
1500 m: 28. Platz (2:21,1 min)

- Kjell Bäckman
5000 m: 12. Platz (8:16,0 min)
10.000 m: Bronze  (16:14,2 min)

- Ivar Nilsson
5000 m: 7. Platz (8:09,1 min)
10.000 m: 4. Platz (16:26,0 min)

Frauen
- Elsa Einarsson
500 m: Rennen nicht beendet
1000 m: 12. Platz (1:38,0 min)
1500 m: 9. Platz (2:32,9 min)
3000 m: 11. Platz (5:32,2 min)

- Christina Scherling
500 m: 15. Platz (48,7 s)
1000 m: 11. Platz (1:37,5 min)
1500 m: 7. Platz (2:31,5 min)
3000 m: 5. Platz (5:25,5 min)

### Nordische Kombination
- Lars Dahlqvist
Einzel (Normalschanze / 15 km): 8. Platz (436,532)

- Bengt Eriksson
Einzel (Normalschanze / 15 km): 10. Platz (433,710)

### Skilanglauf
Männer
- Sixten Jernberg
15 km: Silber  (51:58,6 min)
30 km: Gold  (1:51:03,9 h)
50 km: 5. Platz (3:05:18,0 h)
4 × 10 km Staffel: 4. Platz (2:21:31,8 h)

- Per-Erik Larsson
15 km: 17. Platz (53:49,8 min)

- Rolf Rämgård
15 km: 8. Platz (52:47,3 min)
30 km: Silber  (1:51:16,9 h)
50 km: Bronze  (3:02:46,7 h)

- Janne Stefansson
15 km: 7. Platz (52:41,0 min)
4 × 10 km Staffel: 4. Platz (2:21:31,8 h)

- Allan Andersson
30 km: 13. Platz (1:57:09,9 h)

- Lennart Larsson
30 km: 5. Platz (1:53:53,2 h)
50 km: 4. Platz (3:03:27,9 h)
4 × 10 km Staffel: 4. Platz (2:21:31,8 h)

- Assar Rönnlund
50 km: 12. Platz (3:09:46,6 h)

- Lars Olsson
4 × 10 km Staffel: 4. Platz (2:21:31,8 h)

Frauen
- Irma Johansson
10 km: 8. Platz (41:08,3 min)
3 × 5 km Staffel: Gold  (1:04:21,4 h)

- Barbro Martinsson
10 km: 7. Platz (41:06,2 min)

- Sonja Edström-Ruthström
10 km: 5. Platz (40:35,5 min)
3 × 5 km Staffel: Gold  (1:04:21,4 h)

- Britt Strandberg
10 km: 10. Platz (42:06,8 min)
3 × 5 km Staffel: Gold  (1:04:21,4 h)

### Skispringen
- Bengt Eriksson
Normalschanze: 19. Platz (202,0)

- Inge Lindqvist
Normalschanze: 29. Platz (190,1)

- Kjell Sjöberg
Normalschanze: 45. Platz (127,9)

- Rolf Strandberg
Normalschanze: 18. Platz (204,8)